# Enrique Bolognesi
Enrique Bolognesi Medrano (Lima, 1860 - id. 23 de enero de 1881) fue un militar peruano, que luchó en la Guerra del Pacífico. Como capitán de artillería tomó parte en la Defensa de Lima, luchando en las batallas de San Juan y Miraflores. En esta última resultó gravemente herido, falleciendo ocho días después. Contaba apenas con veintiún años de edad.

## Biografía
Hijo del héroe de Arica, coronel Francisco Bolognesi, que lo tuvo fruto de su segundo compromiso con la arequipeña Manuela Medrano Silva. Su hermano menor, Augusto Bolognesi, fue también un héroe de la Guerra del Pacífico. Otro de sus hermanos, Federico Pablo, luchó también en dicha guerra, de la que sobrevivió y fue quien se encargó de mantener el linaje del héroe de Arica.
Estudió en la Escuela Superior de Comercio y Colegio Juan Bautista Garnier, para luego ingresar al Colegio Militar, de donde egresó a fines de 1878 y se enroló en el ejército peruano como alférez de artillería.
Al estallar la Guerra del Pacífico, marchó hacia el Sur, al teatro inicial de la campaña terrestre, en junio de 1879. A pesar de estar enfermo, peleó en la Batalla del Alto de la Alianza, librada el 26 de mayo de 1880, donde salvó el pequeño cañón que estaba bajo su cuidado, al cual trasladó a Arequipa con ayuda de una mula. Hizo el largo trayecto durante 20 días, sorteando innumerables obstáculos y evadiendo al enemigo, llegando totalmente agotado a Arequipa y generando la admiración de los pobladores.
Estuvo un tiempo en Arequipa, donde se enteró del sacrificio de su padre en Arica. Al ver que se hallaba alejado del teatro bélico, solicitó su traslado a Lima. Allí, junto con sus hermanos Federico y Augusto, se sumó a los preparativos de defensa de la capital, amenazada por el avance chileno. Tenía ya el grado de capitán de artillería.
Solicitó al dictador Nicolás de Piérola que lo pusiera en cualquier colocación de la defensa de Lima, pero con tal que fuera en la vanguardia. Piérola lo envió a la batería de montaña del cerro Santa Teresa, es decir, en la vanguardia de la línea de San Juan. Fue así como luchó en la batalla de San Juan, librada el 13 de enero de 1881, junto con su hermano Augusto, destacado en otro puesto de baterías.  Resultó con dos heridas, una por un disparo enemigo que le rozó la cabeza, y otra por haberse reventado el cañón que operaba, uno de aquellos cañones hechos en la fundición improvisada de Piedra Lisa. Ninguna de esas heridas era de gravedad mortal, y aunque se le aconsejó que debía descansar para sanar, decidió continuar peleando, desoyendo incluso las súplicas de su madre. Marchó a la línea defensiva que aún se mantenía en pie en Miraflores, con la cabeza vendada y con las heridas todavía sangrantes.
Estuvo en la batalla de Miraflores, librada el 15 de enero de 1881. Allí peleó bravamente en uno de los reductos, operando un cañón, y cuando se agotaron los proyectiles, siguió luchando con su fusil, hasta resultar gravemente herido en el cuello y en una pierna. Con sumo cuidado se le trasladó a su casa, donde ya se encontraba agonizando su hermano Augusto, herido también de gravedad en San Juan. Cuando se produjeron saqueos en la ciudad y una de las casas aledañas a la de los Bolognesi ardió en llamas, ambos hermanos fueron trasladados a la casa de su tío, el músico y coronel de artillería Mariano Bolognesi, en la noche del día 16. Tras recibir la extremaunción, Enrique falleció el día 23 y Augusto le siguió el día 27 de enero de 1881.
En 1908, sus restos fueron trasladados a la Cripta de los Héroes en el Cementerio Presbítero Matías Maestro de Lima, Perú.
Sobre la vida de Enrique y Augusto tenemos bastante información gracias a Ismael Portal, amigo de adolescencia de ambos, que escribió una memoria titulada: Bolognesi y sus hijos. Familia de héroes.